# Niederseßmar

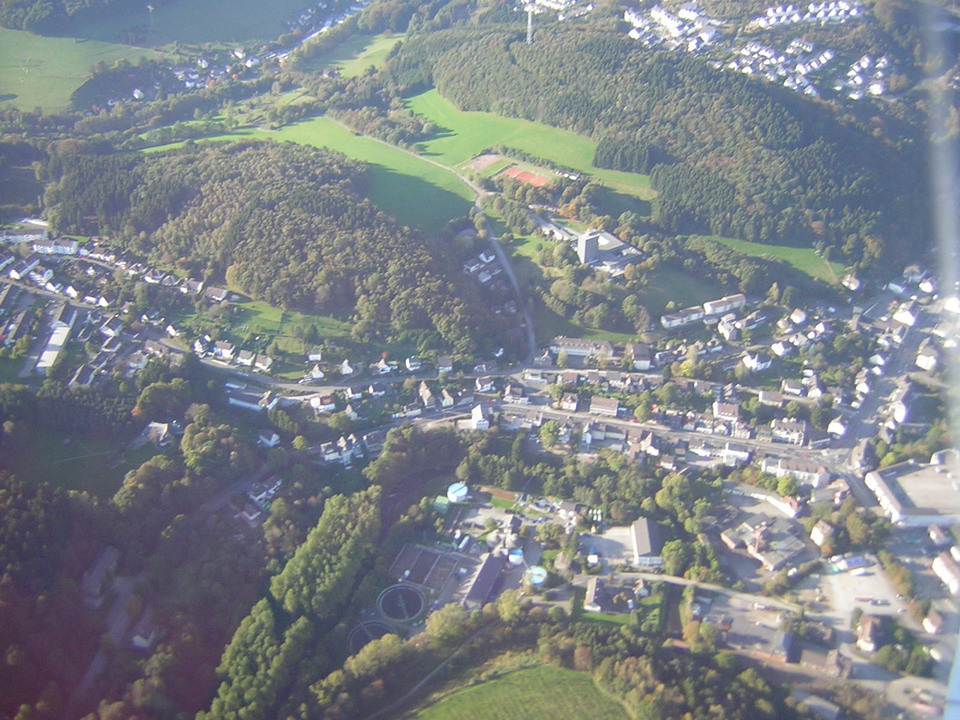
Luftbild v. SW: Ortsmitte („Dreieck“)

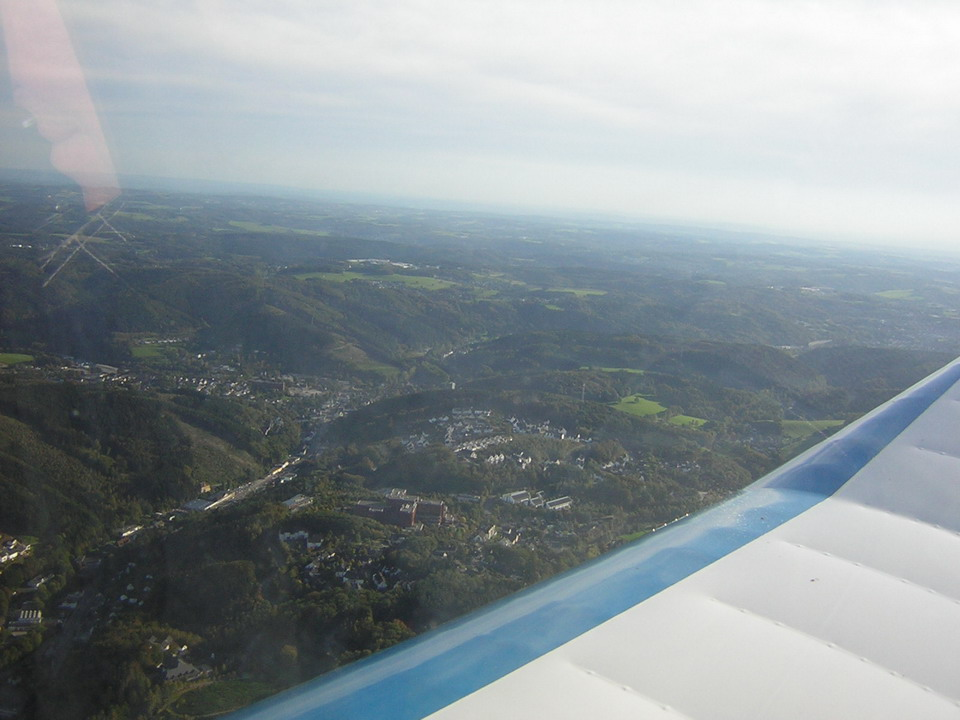
Luftbild v. NW (Mitte: Krankenh. GM)

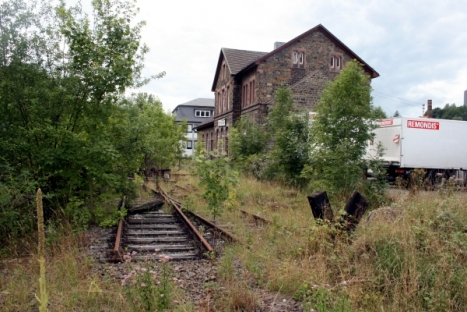
Der ehem. Bahnhof der Aggertalbahn

Niederseßmar ist ein Ortsteil der Stadt Gummersbach im Oberbergischen Kreis im südlichen Nordrhein-Westfalen.

## Geographie
Niederseßmar erstreckt sich vom Zusammenfluss des Seßmarbachs und der Agger ausgehend entlang beider Flusstäler sowie an den Hängen umliegender Höhenzüge, vornehmlich der Karhelle (334 m ü. NN).
Der Ort befindet sich ca. 3 km südlich des Stadtzentrums. Benachbarte Ortsteile sind Rebbelroth im Osten, Remmelsohl (Richtung Süd-Südwest), Vollmerhausen im Südwesten und Mühle im Westen. Südlich von Niederseßmar liegt die Stadt Wiehl. Die ehemals eigenständigen Ortsteile Ahlefeld (westsüdwestlich) und Friedrichsthal (südsüdwestlich) werden heute amtlich zu Niederseßmar gezählt.

## Geschichte

### Ortsgeschichte
1447 wurde Niederseßmar erstmals urkundlich erwähnt, als in den Rechnungen des Homburger Rentmeisters Johann van Flamersfelt die Ortsbezeichnung neder Seßmar verwandt wurde. In der Mercator-Karte von 1575 erscheint die Siedlung als Nider Tzissemer.
In alter Zeit war Niederseßmar in mehrfacher Hinsicht Grenzort. Im Mittelalter berührten sich am „Dreiherrenstein“ die Territorien der Grafen von Berg, Mark und Sayn. Um 1800 verlief durch den Ort die Grenze zwischen den Bauerschaften Bernberg (nördlich der Agger) und Rospe (westlich der Agger).
Das Dorf Niederseßmar gehörte bis 1806 zur Reichsherrschaft Gimborn-Neustadt. Nach seiner Zugehörigkeit zum Großherzogtum Berg (1806–1813) und einer provisorischen Übergangsverwaltung kam die Region aufgrund der auf dem Wiener Kongress getroffenen Vereinbarungen 1815 zum Königreich Preußen. Unter der preußischen Verwaltung gehörte der Ort zunächst zum Kreis Gimborn (1816–1825) und danach zum Kreis Gummersbach in der Rheinprovinz. Im Jahr 1843 hatte das Dorf 124 Einwohner, die überwiegend evangelisch waren, und 25 Häuser.

### Verkehrsgeschichte
Die Rolle des Ortes als Verkehrsknotenpunkt setzte 1820 ein, als das hier endende Teilstück der Landstraße von Elberfeld nach Siegen fertiggestellt war – der ersten Kunststraße des alten Kreises. 1823 begann der Bau einer preußischen Staatsstraße von Köln nach Olpe (der heutigen Bundesstraße 55). Niederseßmar lag nun an der Kreuzung der beiden bedeutendsten Verkehrswege der Region. Mit Einsetzen der Schnellpost Köln–Olpe–Siegen wurde der Ort Zustiegsstation für den Raum Gummersbach; 1861 hielten wöchentlich 21 Postkutschen in Niederseßmar.
Einen Höhepunkt der Verkehrsentwicklung erreichte der Ort 1886 mit der Eröffnung des „Bahnhofs Gummersbach“ an der Strecke Siegburg–Olpe. Den Namen „Niederseßmar“ erhielt dieser mit Eröffnung der auch heute betriebenen Volmetalbahn. 1979 wurde im Abschnitt Dieringhausen–Olpe der Personenverkehr, 1997 auch der Güterverkehr eingestellt, womit der Bahnhof funktionslos wurde. Auf dem Gebiet von Niederseßmar sind nur Trassenreste der Strecke vorhanden, z. B. durchschneidet heute ein amerikanisches Fastfood-Restaurant die seit 2013 gleislose Trasse. Das Empfangsgebäude existiert allerdings noch.

### Industriegeschichte
1751 entstand ein vom Seßmarbach angetriebener Reckhammer; an der Mündung in die Agger befand sich vor 1800 auch eine Eisenhütte. Vornehmlich in der zweiten Hälfte des 19. Jahrhunderts blühte in Niederseßmar die Textilindustrie auf: Im Jahr 1861 gründete Friedrich Wilhelm Sondermann eine Wollspinnerei und 1871 eröffnete Carl Huland mit seinem Geschäftspartner die Wollspinnerei Huland & Heuser. Es entstanden eine Wollfabrik, eine mechanische Weberei und mehrere Kunstwollfabriken. Die erste Dampflocomobile im Oberbergischen wurde ebenfalls von Friedrich Wilhelm Sondermann hier aufgestellt. Keine der genannten Fabrikationen ist heute noch in Betrieb.
1898 gründete Carl Brüning hier eine Lederfabrik, welche die von ihm erstmals in Europa eingeführte Chromgerbung anwandte. Die Firma nahm aufgrund des billigeren, aber gleichzeitig haltbareren Gerbverfahrens rasch eine internationale Spitzenposition ein. Zu Anfang des 20. Jahrhunderts wurde etwa ein Drittel ihrer Produkte exportiert; in den 1920er Jahren lag der Ausstoß der Niederseßmarer Lederfabrik bei rund 35.000 Großviehhäuten jährlich. Mitte der 1980er Jahre wurde am Platz der stillgelegten, dann abgerissenen Fabrikanlage ein Supermarkt einer Einzelhandelskette errichtet.
1903 richtete die Stadt Gummersbach in unmittelbarer Nähe des Niederseßmarer Bahnhofs einen Schlachthof ein, teils zur besseren Kontrolle der Hygiene, teils, weil mit Fertigstellung der Bahn der zeitnahe Fleischverkauf in die Städte an Rhein und Ruhr möglich geworden war. Die zuletzt sehr heruntergekommene Anlage wurde Ende 2009 abgebrochen. Auf dem Gelände wurde ein Discounter errichtet, am Aggerufer ein neuer Platz für die Schützengilde Niederseßmar. Hinter dem Discounter-Markt wurde anschließend der Spatenstich zu einem neuen Feuerwehrhaus der örtlichen Freiwilligen Feuerwehr durchgeführt.
In den 1920er Jahren entstand auf dem heutigen Betriebsgelände der OVAG eine Großbäckerei für den Oberbergischen Kreis, der sich der „Konsumverein Gummersbach“ mit Lager- und Verwaltungsgebäude anschloss. 1976 wurden die Baulichkeiten nach ihrer Aufgabe durch den Konsum gesprengt.
Während der NS-Zeit gab es in Niederseßmar ein Lager für zivile Gefangene mit ca. 100 Insassen. Diese mussten für die Baufirma Peter Bauwens (auch als „Peco Bauwens“ bekannt, später wurde er DFB-Präsident) und im Presswerk Willy Sure Zwangsarbeit leisten.

## Kultur

### Schulen und Bildungseinrichtungen
- Gemeinschaftsgrundschule Niederseßmar
- Kreisvolkshochschule
- Friedrich-Naumann-Stiftung für die Freiheit
  - Archiv des Liberalismus
  - Theodor-Heuss-Akademie

### Kirchliche Einrichtungen
- Ev. Kirchengemeinde Niederseßmar, 1999 fusioniert mit der Nachbargemeinde zur Evangelischen Christuskirchengemeinde Dieringhausen-Vollmerhausen-Niederseßmar
- Kath. Kirchengemeinde St. Maria vom Frieden Niederseßmar

### Denkmäler
- „Tausendjährige“ Linde an der Aggerschleife in Krummenohl auf der sogenannten Liebesinsel. Heute befindet sich die Linde, die bis Mitte der 1990er Jahre frei zugänglich und durch die Jahrhunderte ein beliebter Treffpunkt und Ausflugsort war, auf dem Betriebsgelände der Kläranlage Krummenohl, deren Erweiterung 1995 auch die historische Gaststätte an der Aggerfurt zum Opfer fiel. Die Linde ist in einem sehr guten Zustand. Sie wird gepflegt und gehegt.
- Alter Bahnhof Niederseßmar, erster Bahnhof von Gummersbach, siehe oben: Verkehrsknotenpunkt[5]
- Alte Schule Niederseßmar, neben der heutigen Gemeinschaftsgrundschule. Sie wurde auf Initiative des Spinnerei- und Färbereibetriebes Hermann Baldus aus dem benachbarten Friedrichstal errichtet, finanziert und unterhalten.

## Behörden und sonstige Einrichtungen
- Finanzamt für den Oberbergischen Kreis
- Aggerverband (zuständig für Unterhaltung der Fließgewässer, Hochwasserschutz, Abwasserreinigung, Trinkwasseraufbereitung und -versorgung)
- Straßenverkehrsamt des Kreises
- Oberbergische Verkehrsgesellschaft AG (OVAG)

## Infrastruktur
Öffentlicher Personennahverkehr
Der Ortsteil wird durch die Buslinien 301 (Gummersbach–Olpe), 304 (Gummersbach – Morsbach) sowie 310 (Gummersbach – Overath) angeschlossen. Die Haltestelle Gummersbacher Str. ist eine der am stärksten frequentierten Haltestellen Gummersbachs und wichtiger Umstiegspunkt. Von hier aus fährt alle paar Minuten ein Bus in Richtung Innenstadt.
Zur ehemaligen Eisenbahn siehe Abschnitt „Verkehrsgeschichte“.
Radverkehr
Der Bahntrassenradweg führt heute auf der stillgelegten Bahntrasse von Vollmerhausen über Niederseßmar bis nach Olpe.
Straßenverkehr
Mitten in Niederseßmar befindet sich das sogenannte Dreieck, die am stärksten frequentierte Kreuzung im Oberbergischen Kreis. Hier mündet die L 323 (Gummersbach – Meinerzhagen) in die L 136 (Overath – Gummersbach).